# Mzcheta-Mtianeti
Mzcheta-Mtianeti (georgisch მცხეთა-მთიანეთი; vollständig მცხეთა-მთიანეთის მხარე, Mzcheta-Mtianetis mchare) ist eine Region Georgiens. Sie liegt im östlichen Teil des Landes und grenzt im Norden an Russland, im Osten an die Region Kachetien, im Süden an die Region Niederkartlien und im Westen an die Region Innerkartlien. Hauptstadt der Region ist Mzcheta.
Mzcheta-Mtianeti umfasst fünf Munizipalitäten (munizipaliteti); vier davon sind nach ihren Verwaltungssitzen Achalgori, Duscheti, Mzcheta und Tianeti benannt, während die Stepanzminda Sitz der Munizipalität Qasbegi (der Ort trug von 1921 bis 2006 ebenfalls den Namen Qasbegi) ist. Die Stadt Mzcheta als Regionshauptstadt wurde 2014 aus ihrer Munizipalität herausgelöst und steht nun gleichrangig neben den Munizipalitäten. Das Territorium der Munizipalität Achalgori untersteht seit Beginn des südossetisch-georgischen Konfliktes 1991 teilweise und seit dem Kaukasuskrieg 2008 in ganzer Ausdehnung nicht der georgischen Zentralregierung, sondern der de facto unabhängigen, nur von einigen Staaten anerkannten Republik Südossetien, die das Gebiet als ihren Rajon Leningor verwaltet.
In der Region liegt der Nationalpark Tbilissi.